# Хіам Аббасс
Хіа́м Абба́сс (араб. هيام عباس, івр. היאם עבאס; нар. 30 листопада 1960, Назарет, Ізраїль) — ізраїльська кіноакторка арабського походження, режисерка, сценаристка і продюсерка.

## Біографія
Хіам Аббасс народилася 30 листопада 1960 року в арабській мусульманській сім'ї викладачів у Назареті в Ізраїлі. Після школи поступила на факультет фотографії, проте зрозуміла, що її більше цікавить драматичне мистецтво. У юнацькі роки вона грала в палестинському театрі в Хайфі.
Уперше на кіноекранах Аббас з'явилася в 1989 році у телефільмі Аріани Мнушкіної «Дивовижна ніч» (фр. La nuit miraculeuse), але відомою її зробила стрічка 2005 року «Вільна зона» Амоса Гітая, в якій акторка зіграла бедуїнку Лейлу. Партнерками Аббас по знімальному майданчику виступили Наталі Портман, Гана Ласло, Кармен Маура, Макрам Хурі та Аднан Тарабші. У 2005 році Аббасс зіграла в знаменитому гостросюжетному трилері Стівена Спілберга «Мюнхен».
У 2012 році Хіам Аббасс входила до складу журі Міжнародного кінофестивалю в Каннах, очолюваного Нанні Моретті.
У 2014 році акторка взяла участь у створенні американського фантастичного серіалу «ОА» режисера Брит Марлінг.
З 2018 року вона знімається в американському серіалі HBO "Спадкоємці" разом з Брайаном Коксом.

## Особисте життя
У шлюбі з актором Зинедіном Суалемом. Пара живе і працює в Парижі, виховує двох доньок. У Аббас ізраїльське і французьке громадянство, вона вільно володіє арабською, французькою, англійською мовами та івритом.

## Фільмографія
Акторка
| Рік  |    | Українська назва            | Оригінальна назва                       | Роль                    |
| ---- | -- | --------------------------- | --------------------------------------- | ----------------------- |
| 1989 | тф | Дивовижна ніч               | La nuit miraculeuse                     |                         |
| 1994 | с  | 3000 сценаріїв проти вірусу | 3000 scénarios contre un virus          | клієнтка                |
| 1996 | ф  | Кожен шукає свого кота      | Chacun cherche son chat                 | жінка у дворі           |
| 1996 | ф  | Хайфа                       | Haïfa                                   | Оум Саїд                |
| 1998 | ф  | Жити в раю                  | Vivre au paradis                        |                         |
| 2001 | ф  | Лінія 208                   | Ligne 208                               | матір Халеда            |
| 2001 | ф  | Асфальтовий ангел           | L'ange de goudron                       | Найма Касмі             |
| 2002 | ф  | Хочу канікули!              | Fais-moi des vacances                   | мати Люсьєна та Жоже    |
| 2002 | ф  | Червоний сатин              | Satin rouge                             | Лілія                   |
| 2002 | ф  | Шануй батька свого          | Aime ton père                           | Сальма                  |
| 2003 | тф | П'єр і Фарід                | Pierre et Farid                         | матір Фаріда            |
| 2004 | ф  | Сонячні ворота              | Bab el shams                            | Ум Юнесс                |
| 2004 | ф  | Сирійська наречена          | The Syrian Bride                        | Амаль                   |
| 2005 | ф  | Рай — зараз                 | Paradise Now                            | матір Саїда             |
| 2005 | ф  | Вільна зона                 | Free Zone                               | Лейла                   |
| 2005 | ф  | Демон полудня               | Le démon de midi                        | Рім                     |
| 2005 | ф  | Мюнхен                      | Munich                                  | Марі Клод Гамсарі       |
| 2006 | ф  | Маленькі відкриття          | Petites révélations                     |                         |
| 2006 | ф  | Азур і Азмар                | Azur et Asmar                           | Женан, озвучення        |
| 2006 | ф  | Божественне народження      | The Nativity Story                      | Анна                    |
| 2007 | ф  | Діалог з моїм садівником    | Dialogue avec mon jardinier             | жінка садівник          |
| 2007 | ф  | Розмежування                | Disengagement                           | Гіам                    |
| 2007 | ф  | Відвідувач                  | The Visitor                             | Муна                    |
| 2008 | ф  | Фабрика почуттів            | La fabrique des sentiments              | професор Стерн          |
| 2008 | ф  | Лимонне дерево              | Etz Limon                               | Сальма Зідан            |
| 2008 | ф  | Поліцейський роман          | Un roman policier                       | Фаті                    |
| 2008 | ф  | Світанок світу              | L'aube du monde                         | матір Мастура           |
| 2008 | ф  | Кандіша                     | Kandisha                                | Мона Бендріссі          |
| 2008 | ф  | Гранати і мірра             | Al-mor wa al rumman                     | Умм Габі                |
| 2008 | ф  | Межа контролю               | The Limits of Control                   | водій                   |
| 2008 | кф | Бланш                       | Blanche                                 | сусідка                 |
| 2009 | ф  | Амрика                      | Amreeka                                 | Рагдя Галябі            |
| 2009 | ф  | Шпигуни                     | Espion(s)                               | Вафа                    |
| 2009 | ф  | Матео Фальконе              | Mateo Falcone                           | мати                    |
| 2009 | ф  | Людський звіринець          | Human Zoo                               | Міна                    |
| 2009 | ф  | Переслідування              | Persécution                             | Марі                    |
| 2009 | ф  | Щодня свято                 | Chaque jour est une fête                | Гала                    |
| 2009 | с  | Історії життів              | Histoires de vies                       | Зинеб                   |
| 2010 | ф  | Розмовне продовження        | Suite parlée                            | «Мкраха»                |
| 2010 | ф  | Мірал                       | Miral                                   | Гінд Хусейні            |
| 2010 | ф  | Я — рабиня                  | I Am Slave                              |                         |
| 2010 | ф  | Не забувай мене, Стамбуле   | Do Not Forget Me Istanbul               |                         |
| 2010 | ф  | Пляшка в морі               | Une bouteille à la mer                  |                         |
| 2011 | с  | Обіцянка                    | The Promise                             | стара Юда               |
| 2011 | ф  | Жіноче джерело              | La source des femmes                    |                         |
| 2012 | ф  | Мішок з борошном            | Le sac de farine                        | Ясмін                   |
| 2012 | ф  | Спадок                      | Inheritance                             | Саміра                  |
| 2013 | ф  | Гра хмар і дощу             | Les jeux des nuages et de la pluie      | Бланш                   |
| 2013 | ф  | Кохання в пустелі           | May in the Summer                       | Надін                   |
| 2013 | ф  | Розгойдай Касбу             | Rock the Casbah                         | Айша                    |
| 2013 | ф  | Мир після шлюбу             | Peace After Marriage                    | Амані                   |
| 2014 | ф  | Вибившись із сил            | De guerre lasse                         | Раїсса                  |
| 2014 | ф  | Вихід: Боги та царі         | Exodus: Gods and Kings                  | Бітія                   |
| 2014 | с  | Червоний шатер              | The Red Tent                            | королева Ре-Нефер       |
| 2015 | ф  | Деграде                     | Dégradé                                 | Ефтіхар                 |
| 2015 | кф | Підлягає звільненню         | Libérable                               | мадам Караджян          |
| 2015 | ф  | Смак чудес                  | Le goût des merveilles                  | доктор Mélanie Ферендза |
| 2016 | ф  | Чужорідне тіло              | Corps étranger                          |                         |
| 2016 | ф  |                             | À mon âge je me cache encore pour fumer |                         |
| 2016 | с  | ОА                          | The OA                                  | Хатун                   |
| 2017 | ф  | У Сирії                     | Insyriated                              | Оум Язан                |
| 2017 | с  | Держава                     | The State                               | Умм Саламах             |
| 2017 | ф  | Той, що біжить по лезу 2049 | Blade Runner 2049                       | Фрейза                  |
| 2018 | ф  | М'ясоїдні                   | Carnivores                              | Амель, мати             |
| 2022 | ф  | Повсталий з пекла           | Hellraiser                              |                         |

Режисерка, сценаристка, продюсерка
| Рік  |     | Назва українською       | Оригінальна назва       | Режисерка | Сценаристка | Продюсерка |
| ---- | --- | ----------------------- | ----------------------- | --------- | ----------- | ---------- |
| 2001 | к/м | Хліб                    | Le pain                 | Так       |             | Так        |
| 2004 | к/м | Вічний танець           | La danse éternelle      | Так       | Так         |            |
| 2012 |     | Спадок                  | Inheritance             | Так       | Так         |            |
| 2013 | к/м |                         | Le Donne della Vucciria | Так       | Так         |            |
| 2015 |     | Єрусалиме, я люблю тебе | Jerusalem, I Love You   | Так       |             |            |

## Визнання
| Нагороди та номінації Хіам Аббасс                 | Нагороди та номінації Хіам Аббасс                       | Нагороди та номінації Хіам Аббасс | Нагороди та номінації Хіам Аббасс |
| Рік                                               | Категорія                                               | Фільм                             | Результат                         |
| ------------------------------------------------- | ------------------------------------------------------- | --------------------------------- | --------------------------------- |
| Міжнародний фестиваль франкомовного кіно в Намюрі |                                                         |                                   |                                   |
| 2001                                              | Золотий Баярд за найкращий короткометражний фільм       | Хліб                              | Номінація                         |
| Туринський кінофестиваль                          |                                                         |                                   |                                   |
| 2001                                              | Приз міста Турина за найкращий короткометражний фільм   | Хліб                              | Перемога                          |
| Міжнародний кінофестиваль в Ам'єні                |                                                         |                                   |                                   |
| 2003                                              | Дитячий приз «Єдинорог»                                 | Вічний танець                     | Перемога                          |
| Премія Ізраїльської кіноакадемії                  |                                                         |                                   |                                   |
| 2004                                              | Найкраща акторка                                        | Сирійська наречена                | Номінація                         |
| 2005                                              | Найкраща акторка другого плану                          | Вільна зона                       | Номінація                         |
| 2008                                              | Найкраща акторка                                        | Лимонне дерево                    | Перемога                          |
| Азійсько-Тихоокеанські екранні нагороди           |                                                         |                                   |                                   |
| 2004                                              | Найкраща гра акторки                                    | Лимонне дерево                    | Перемога                          |
| Премія Європейської кіноакадемії                  |                                                         |                                   |                                   |
| 2005                                              | Найкраща європейська акторка — Приз глядацьких симпатій | Сирійська наречена                | Номінація                         |
| 2008                                              | Найкраща європейська акторка                            | Лимонне дерево                    | Номінація                         |
| Премія Спільноти жінок-кінокритиків               |                                                         |                                   |                                   |
| 2011                                              | Премія «Жінка-невидимка»                                | Мірал                             | Перемога                          |
| Премія «Люм'єр»                                   |                                                         |                                   |                                   |
| 2018                                              | Найкраща акторка                                        | У Сирії                           | Номінація                         |